# یواس‌ای‌تی دورچستر
یواس‌ای‌تی دورچستر (به انگلیسی: USAT Dorchester) یک زیردریایی بود که طول آن ۳۶۸ فوت (۱۱۲ متر) بود. این زیردریایی در سال ۱۹۲۶ ساخته شد.